# David Bardsley
David John Bardsley (født 11. september 1964 i Manchester, England) er en engelsk tidligere fodboldspiller (forsvarer).
I løbet af sin 20 år lange karriere spillede Bardsley for blandt andet Blackpool, Watford og Queens Park Rangers. Han var med Watford med til at nå FA Cup-finalen i 1984, der dog blev tabt til Everton.
Bardsley spillede desuden to kampe for det engelske landshold, en venskabskamp mod Spanien i 1992 og en VM-kvalifikationskamp mod Polen året efter.